# BNK금융그룹
BNK금융그룹은 2011년 3월 15일에 설립된 대한민국 최초의 지방은행 금융지주회사다.

## 개요
2011년 3월 대한민국 최초의 지역금융그룹으로 출범하였다. 1967년 창립한 부산은행을 주축으로 시작해 2014년 경남은행, 2015년 BNK자산운용(전 GS자산운용)을 자회사로 잇달아 편입시키며 규모를 키웠다. 부산은행을 중심으로한 범일동 본점시대를 마감하고 2014년 문현금융단지로 본사를 이전하여 문현금융로 본점시대를 개시하였다. 
2015년 3월 27일에는 기존의 사명이였던 'BS금융그룹'을 주주총회를 열고 사명을 'BNK금융그룹'으로 바꾼다. 2016년 말 기준으로 총자산 약 106조원, 자회사 8개, 손자회사(해외 현지법인) 3개, 임직원 8,200여 명이 근무하고 있다. 지역을 기반으로 하는 핸디캡을 안고 있음에도 대한민국 5대 금융그룹으로 성장한 것이다. 저성장·저금리가 지속되는 열악한 금융 환경에도 부산은행과 경남은행이라는 양쪽의 확고한 체제를 바탕으로 2017년 9월 기준 총자산 111조 2,951억원, 당기순이익 4,863억원을 기록하며 여전히 양호한 실적을 냈다. 은행 중심, 이자수익 중심의 수익구조를 비은행 계열사 강화를 통해 다변화하는 데 역점을 두고 있다. 지속 가능한 수익 기반을 확보하기 위해 계열사 간, 사업 간, 부서 간, 프로젝트 간 ‘융합’과 ‘공유’를 통해 시너지를 강화해나갈 계획이다. WM과 CIB, 디지털, 글로벌 분야를 직능별로 묶어 지주회사가 실질적인 컨트롤타워 역할을 할 것으로 보인다.
대한민국 시장의 저성장, 저금리의 열악한 상황을 극복하기 위해 금융의 잠재 수요가 높고, 대한민국 동남권 지역 기업들이 많이 진출해 있는 중국과 동남아시아를 대상으로 안정적인 금융 네트워크를 확충하는데 주력하고 있다. 부산은행은 중국 칭다오시와 베트남 호찌민 시의 각 1개씩의 지점에서 영업 활동을 하고 있고, 인도, 미얀마에 각각 대표사무소를 두고 있다. 앞으로 시장조사와 다각적인 진출방안 연구를 통해 해외진출을 점차적으로 강화해 나갈 계획이며, 중국-인도-동남아시아 지역에 안정적 해외금융 네트워크망 확충에 주력해 '아시아 금융 트라이앵글'을 구축한다는 계획이다.

## 연혁
- 2011.03 BS금융지주 설립
- 2011.03 증권거래소 상장
- 2012.01 BS저축은행(구 파랑새, 구 프라임저축은행) 출범
- 2014.10 예금보험공사로부터 경남은행 지분 인수
- 2015.03 BNK금융지주로 사명 변경
- 2015.06 경남은행 100% 완전자회사 편입
- 2015.07 BNK자산운용(구 GS자산운용) 출범
- 2017.12 BNK자산운용 100% 완전자회사 편입
- 2019.11 BNK벤처투자(구 UQI파트너스) 출범

## 자회사
- 부산은행
- 경남은행
- BNK투자증권
- BNK캐피탈
- BNK저축은행
- BNK신용정보
- BNK시스템
- BNK자산운용
- BNK벤처투자

## 같이 보기
- 부산 BNK 썸
- 대한민국의 금융기관 목록